# Уэст-Монро (Луизиана)
Уэст-Монро (англ. West Monroe) —  город прихода Уошито в штате Луизиана в Соединённых Штатах Америки.
Согласно проведённой в 2020 году переписи населения США, население города составляло 13 103 человека; это 25-й город штата по числу жителей.

## История
Первоначально заложенный в 1837 году как Байрон Джоном Кэмпбеллом у подножия паромной переправы в Монро, город пришёл в упадок, и Кэмпбелл обанкротился. Территорию купил Кристофер Даббс, врач из Вирджинии, который представил планы нового поселения Коттон-Порт (Хлопковый порт) в 1854 году. Новое поселение также находилось на грани банкротства вплоть до прибытия железной дороги и строительства моста через реку Уошито. С этого момента Коттон-Порт процветал как речной порт и железнодорожное депо.

## География
Он расположен на реке Уошито, напротив соседнего города Монро, который является столицей и административный центром прихода Уошито.
По данным Бюро переписи населения США, общая площадь города составляет 8,0 квадратных миль (20,6 км2), из которых 7,7 квадратных миль (20,0 км2) — это суша и 0,2 квадратных мили (0,6 км2 или 3,14%) — водная поверхность.